# 拉德洛鎮區 (伊利諾伊州尚佩恩縣)
拉德洛鎮區（英語：Ludlow Township）是位於美國伊利諾伊州尚佩恩縣的一個行政鎮區。

## 地方資料
根據2010年美國人口普查的數據，拉德洛鎮區的面積為94.90平方千米，當中陸地面積為94.82平方千米，而水域面積為0.08平方千米。當地共有人口4223人，而人口密度為每平方千米44.5人。